# Balanophora coralliformis
Balanophora coralliformis, às vezes conhecida como planta de coral é uma planta da família Balanophoraceae e é conhecida apenas do monte Mingan, na ilha de Luzon, nas Filipinas. Como outras em seu género, é um parasita obrigatório crescendo nas raízes das árvores da floresta tropical, mas difere em que o seu tubérculo aparece acima do solo e tem uma estrutura alongada, repetidamente ramificada, semelhante a um coral. Foi descrita pela primeira vez em 2014 e é conhecida a partir de menos de 50 plantas, mas ainda não foi declarada em perigo.

## Taxonomia e nomenclatura
Balanophora coralliformis foi descrita pela primeira vez formalmente em 2014 por Julie Barcelona, Pieter Pelser e Danilo Tandang a partir de um espécime encontrado no trilho do cume do Monte Mingan no centro de Luzon. O epíteto específico (coralliformis) refere-se à forma de coral do tubérculo da espécie. Em 2015, o Instituto Internacional de Exploração de Espécies a nomeou como uma das "10 principais novas espécies" nas espécies descobertas em 2014.